# Biliran
Koordinaten: 11° 31′ N, 124° 32′ O
Biliran ist eine Insel in der Samar-See und seit 1992 eine eigenständige Provinz der Philippinen. Die Provinzhauptstadt ist Naval.
Vor ihrer politischen Eigenständigkeit gehörte die Insel zur Provinz Leyte. Die Insel liegt in den östlichen Visayas, nördlich von Leyte und westlich von Samar. Die Gesamtfläche der Insel beträgt 536,01 Quadratkilometer. 55 % davon sind landwirtschaftliche Nutzfläche und 23 % ist bewaldetes Gebiet.
Biliran hat 171.612 Einwohner (Zensus 1. August 2015). Die Bevölkerung lebt hauptsächlich vom Fischfang und der Landwirtschaft. Hauptsächlich werden Reis, Mais, Gemüse und Kokospalmen angebaut.
In der Provinz liegen acht Städte, die sich insgesamt in 132 Barangays unterteilen.
Touristisch ist Biliran bisher kaum erschlossen. Der noch vorhandene tropische Regenwald, einige Wasserfälle, heiße Quellen und zurzeit ruhende Vulkane sind Anziehungspunkte. Zur Provinz gehört auch das durch vulkanische Kräfte geformte Maripipi Island, die die nördlichste Ausdehnung der Provinz markiert. Higatangan Island markiert die westlichste Ausdehnung der Provinz. Andere kleinere Inseln sind Dalutan-, Caygan-, Sambawan- und Capinahan Island.

## Geologie

Die Insel Biliran im Süden der Samar-See, nordöstlich der Visayas-See

Geologisch gesehen ist die Insel ein komplexer Vulkan. Der höchste der vielen Lavadome ist der Surio mit 1301 m über dem Meeresspiegel. Das Gestein der Insel besteht hauptsächlich aus Andesit.
Untersuchungen nach der Radiokohlenstoffmethode haben das Entstehen der Insel im Pleistozän ergeben, durch das Ausbilden eines Vulkanzentrums im Norden der heutigen Insel Biliran. Fumarolische Felder und heiße Quellen überziehen die 20 × 35 km große Insel.
Die einzig bekannte vulkanische Aktivität war eine phreatische explosive Eruption im Jahre 1939.

## Stadtgemeinden mit den dazugehörigen Barangays
- Almeria (Caucab, Iyosan, Jamorawon, Lo-ok, Matanga, Pili, Poblacion, Pulang Bato, Salangi, Sampao, Tabunan, Talahid, Tamarindo).
- Biliran (Bato, Burabod, Busali, Hugpa, Julita, Canila, Pinangumhan, San Isidro, San Roque, Sanggalang, Villa Enage).
- Cabucgayan (Balaquid, Baso, Bunga, Caanibongan, Casiawan, Esperanza, Langgao, Libertad, Looc, Magbangon, Pawikan, Salawad, Talibong).
- Caibiran (Alegria, Asug, Bari-is, Binohangan, Cabibihan, Kawayanon, Looc, Manlabang, Caulangohan, Maurang, Palanay, Palengke, Tomalistis, Union, Uson, Victory, Villa Vicenta).
- Culaba (Acaban, Bacolod, Binongtoan, Bool Central, Bool East, Bool West, Calipayan, Guindapunan, Habuhab, Looc, Marvel, Patag, Pinamihagan, Culaba Central, Salvacion, San Roque, Virginia).
- Kawayan (Baganito, Balacson, Bilwang, Bulalacao, Burabod, Inasuyan, Kansanok, Mada-o, Mapuyo, Masagaosao, Masagongsong, Poblacion, Tabunan North, Tubig Guinoo, Tucdao, Ungale, Balite, Buyo, Villa Cornejo, San Lorenzo).
- Maripipi (Agutay, Banlas, Bato, Binalayan West, Binalayan East, Burabod, Calbani, Canduhao, Casibang, Danao, Ol-og, Binongto-an, Ermita, Trabugan, Viga)
- Naval (Agpangi, Anislagan, Atipolo, Calumpang, Capiñahan, Caraycaray, Catmon, Haguikhikan, Padre Inocentes Garcia, Libertad, Lico, Lucsoon, Mabini, San Pablo, Santo Niño, Santissimo Rosario, Talustusan, Villa Caneja, Villa Consuelo, Borac, Cabungaan, Imelda, Larrazabal, Libtong, Padre Sergio Eamiguel, Sabang).